# Telenassa burchelli
Telenassa burchelli är en fjärilsart som beskrevs av Dudley Moulton 1909. Telenassa burchelli ingår i släktet Telenassa och familjen praktfjärilar. Inga underarter finns listade i Catalogue of Life.